# Kelly McGrory
Kelly McGrory (* 24. Dezember 1996 in Laghy, County Donegal) ist eine irische Sprinterin und Hürdenläuferin, die sich auf die 400-Meter-Distanz spezialisiert hat.

## Sportliche Laufbahn
Erste internationale Erfahrungen sammelte Kelly McGrory im Jahr 2023, als sie bei der 3. Liga der Team-Europameisterschaft im Rahmen der Europaspiele in Chorzów in 58,08 s den Zweiten Platz im 400-Meter-Hürdenlauf belegte. Anschließend startete sie mit der irischen 4-mal-400-Meter-Staffel bei den Weltmeisterschaften in Budapest und belegte dort in 3:27,08 min den achten Platz. Im Jahr darauf schied sie bei den Europameisterschaften in Rom mit 57,10 s im Vorlauf über die Hürden aus. Anschließend verhalf sie der Staffel bei den Olympischen Sommerspielen in Paris zum Finaleinzug.
In den Jahren 2016 und von 2021 bis 2023 wurde McGrory irische Meisterin im 400-Meter-Hürdenlauf.

## Persönliche Bestleistungen
- 400 Meter: 52,62 s, 25. Mai 2024 in Brüssel
  - 400 Meter (Halle): 55,74 s, 17. Februar 2019 in Abbotstown
- 400 m Hürden: 57,10 s, 9. Juni 2024 in Rom